# Nicolas Charles Oudinot
Nicolas Charles Marie Oudinot, (Bar-le-Duc, 1767. április 25. – Párizs 1847. szeptember 13.) francia tábornok a forradalmi és a napóleoni háborúk idején (1809), Franciaország marsallja, Reggio Calabria első hercege, Nicolas Charles Victor Oudinot apja.
Ő volt a legtöbbször megsebesült francia tábornok az első koalíciós háború idején, 24 alkalommal szerzett sebesülést (1,14 sérülés évente!). 1795-96 között 11 alkalommal sebesült meg, kétszer ágyúgolyótól, kilencszer kardvágástól.

## Életének korai szakasza
Nicolas Oudinot és Marie Anne Adam gyermekeként született, a kilenc gyermekük közül egyedül ő érte meg a felnőttkort. A szeszfőző, sörfőző apa katonai pályára szánta fiát, aki Medoc regimentben kezdte meg katonai szolgálatát, 1784 és 1787 között, azt remélve, hogy már nem számít a nem nemesi származás, őrmesterként szerelt le. Visszatért szülővárosába, megnősült, feleségétől, Charlotte Françoise Derlin-től hét gyermeke született.

## A forradalmi háborúk idején
A fiatal őrmester számára a forradalom hozta meg a katonai ranglétrán a továbblépés lehetőségét. 1792-ben, amikor a háború kitört, a Meuse megyei harmadik önkéntes ezred alezredesének választották meg. Bitche kis erődjének bátor védelmével hívta fel magára a figyelmet a Vogézekben 1792-ben (itt szerezte első sebesülését). 1793 novemberében átirányították a reguláris  hadseregbe, a belga frontra került, ahol előléptették dandár-tábornokká, s így harcolt parancsnokként 1794 júniusában  a kaiserslauterni csatában. A szolgálatát Hoche, Pichegru és Moreau tábornok alatt folytatta a német fronton, itt 1795-ben fogságba esett. Masséna tábornok jobbkezeként végigharcolta a svájci hadjáratot 1799-ben, bekerült a hadsereg irányítói közé, vezérkari főnök lett, különösen a zürichi csatában tüntette ki magát. Genova ostrománál (1800) és a  monzambanoi csatában nyújtott teljesítményét Napóleon díszkarddal jutalmazta. gyalogsági felügyelő tábornokká léptették elő, amikor a birodalom létrejött, megkapta a Légion d'honneur nagykeresztje kitüntetést is.

## A napóleoni háborúk idején
A képviselőházba került, de politikával nem sokáig foglalkozott. Vezető szerepet játszott a csatákban, 1805-ben hozta létre a „saját nevelésű” egységét: a híres „Oudinot gránátosait”. 1807-ben a friedlandi csatában tűnt ki. Napóleontól grófi címet és óriási birtokot kapott. Az 1809-es hadjáratban Aspern és Wagram mellett oly vitézül harcolt, hogy Napóleon marsallá és Reggio hercegévé nevezte ki. 1810-1812-ben Hollandia katonai kormányzója volt. Az 1812-es orosz hadjáratban is kitűnt ahol francia erők mellett a Napóleon mellett kitartó holland segédcsapatokat parancsnokolta s Ney-vel együtt fedezte a francia sereg visszavonulását. 1813 augusztusában mint önálló hadvezér nyomult 65 000 főnyi seregével Berlin ellen, de Bülowtól Grossbeeren mellett augusztus 25-én vereséget szenvedett. A lipcsei csatában a fiatal gárda két hadosztályát vezette s a visszavonulásnál a hátvéd parancsnoka volt. 1814-ben a fiatal gárda élén harcolt az összes csatában s ekkor sebesült meg huszonharmadszor. Napóleon császár lemondása után meghódolt XVIII. Lajos királynak, aki őt Franciaország pairjévé és államminiszterré nevezte ki.

## A napóleoni háborúk után
Az 1823-as spanyolországi hadjáratban egyik hadtest vezére volt. Lajos Fülöp király 1839-ben a Becsületrend nagykancellárjává, 1842-ben pedig az Invalidusok házának kormányzójává nevezte ki.

## Emlékezete
- Két festményen is látható a versailles-i kastélyban a Csaták galériájában: a friedlandi és zürichi csatáról készült képen.
- A neve olvasható a Diadalíven Párizsban és egy utcanévtáblán (Oudinot utca)
- egy kaszárnya kaput neveztek el róla szülővárosában

## Lásd még
- Napóleoni háborúk
- Az Invalidusok házának kormányzói